# Gudrun Hänisch
Gudrun Hänisch (6 de noviembre de 1963) es una deportista alemana que compitió para la RFA en natación sincronizada. Ganó tres medallas en el Campeonato Europeo de Natación de 1983.

## Palmarés internacional
| Campeonato Europeo | Campeonato Europeo | Campeonato Europeo | Campeonato Europeo |
| Año                | Lugar              | Medalla            | Prueba             |
| ------------------ | ------------------ | ------------------ | ------------------ |
| 1983               | Roma (Italia)      | Medalla de plata   | Dúo                |
| 1983               | Roma (Italia)      | Medalla de bronce  | Solo               |
| 1983               | Roma (Italia)      | Medalla de bronce  | Equipo             |